# Gunnar Eilifsen

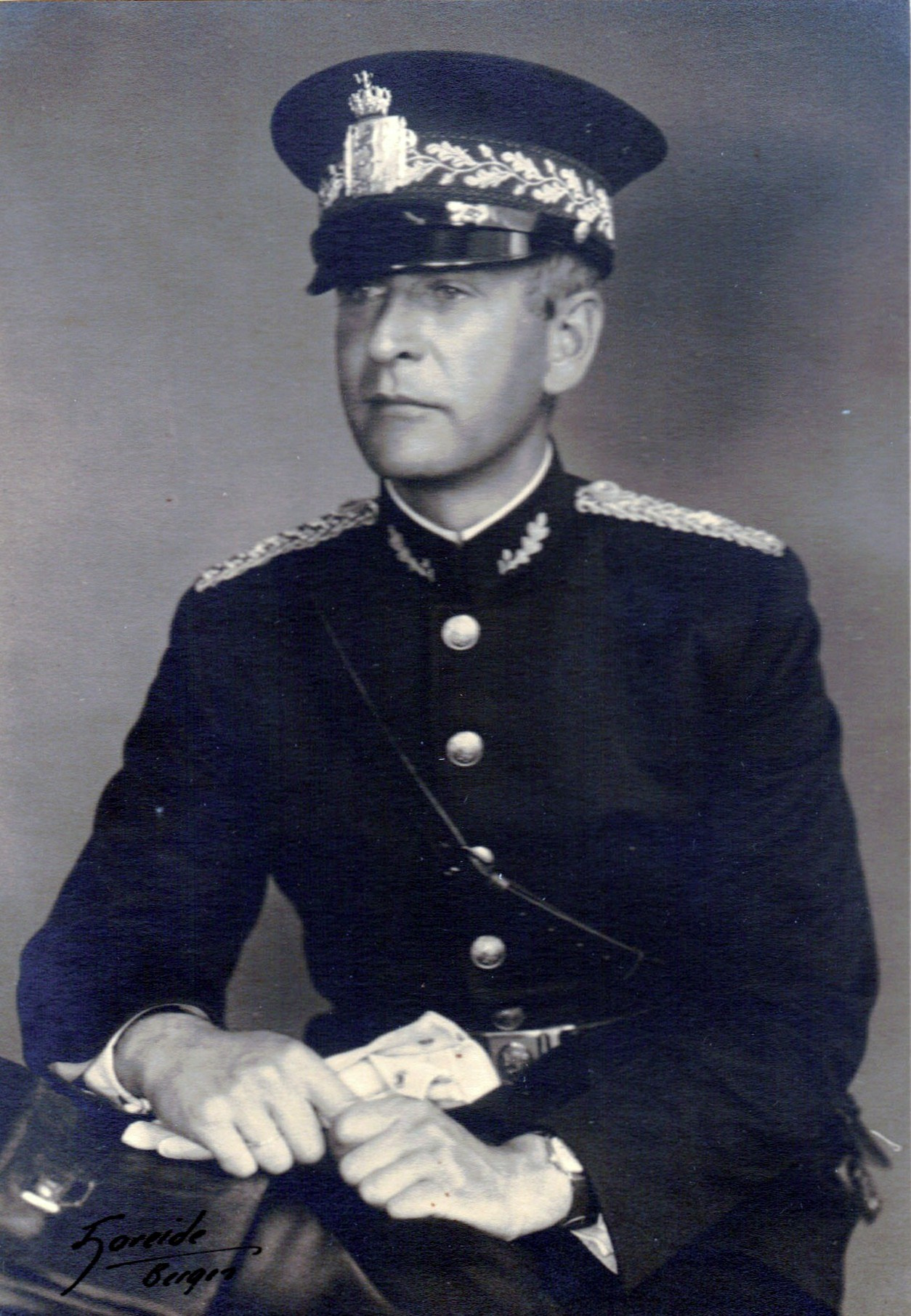
Gunnar Eilifsen

Gunnar Eilifsen (* 12. September 1897 in Kristiansand, Vest-Agder; † 16. August 1943) war ein höherer norwegischer Polizeibeamter und der erste Norweger, der auf Veranlassung der faschistischen Nasjonal-Samling-Regierung unter Vidkun Quisling 1943 zum Tode verurteilt und hingerichtet wurde.
Eilifsen war Polizeibeamter und Polizeijurist in Bergen und trat nach dem Beginn des Zweiten Weltkriegs ähnlich wie viele seiner Kollegen der faschistischen norwegischen Nasjonal Samling (NS) bei, offensichtlich nicht zuletzt auch auf Druck von Polizeiminister Jonas Lie. Etwas später wurde er zum Politimester (d. h. etwa Polizeidirektor, hier Leiter eines Polizeidistriktes) von Halden ernannt. Als er im Frühjahr 1941 dann seinen Austritt aus der Nasjonal Samling erklärte, wurde er zum Polizeirat degradiert und zunächst nach Hønefoss und dann im Frühjahr 1943 nach Oslo versetzt, wo er Leiter der Abteilung für zivile Kriminalsachen der Oslo Politikammer wurde.
Sein direkter Vorgesetzter, der faschistische Politimester von Oslo (Polizeipräsident) Bernhard Askvig, befahl Eilifsen, fünf seiner ihm untergebenen Konstabler an die norwegische Staatspolizei abzugeben. Diese Untergebenen berichteten ihm später, dass sie dort den Befehl bekommen hätten, fünf Mädchen zu verhaften, welche sich nicht zum Arbeitsdienst eingefunden hatten. Sie hatten diesen Befehl verweigert und Eilifsen unterstützte sie in dieser Haltung.
Der deutsche Reichsbevollmächtigte, d. h. praktisch Chef der deutschen Besatzungsmacht Josef Terboven wurde über den Vorgang unterrichtet und befand, solche Befehlsverweigerungen könnten demoralisierende Auswirkungen haben. Er betonte, man müsse sich auf die gesamte Polizei unbedingt verlassen können, besonders in einer Situation, wo eine mögliche Invasion der Alliierten in Norwegen zu befürchten sei. Terboven verlangte daher, dass Eilifsen umgehend durch ein norwegisches Gericht zum Tode verurteilt werden müsste, weil Eilifsen sich gegen norwegische Regeln (und nicht gegen deutsche) vergangen hätte. Eilifsen wurde tatsächlich umgehend vor Gericht gestellt, aber von den drei Richtern freigesprochen, weil diese keine gesetzliche Grundlage dafür sahen, ihn zum Tode zu verurteilen.
Eilifsen wurde daraufhin in die Untersuchungshaft zurückgebracht und sein Verteidiger ging nach Hause. Terboven raste vor Wut und verlangte eine sofortige neue Urteilsverkündung in seinem Sinne. Später am Nachmittag wurde Eilifsen daher erneut ins Gerichtsgebäude gebracht, diesmal waren nur zwei Richter und der Ankläger zugegen und keine Verteidigung. Eilifsen wurde umgehend zum Tode verurteilt und beim nächsten Sonnenaufgang hingerichtet. Er bekam keine Gelegenheit mehr, mit seiner Familie oder seinem Verteidiger Kontakt aufzunehmen, nachdem das letzte Urteil verkündet worden war.
Der NS-Justizminister Sverre Riisnæs protestierte zunächst und wies darauf hin, dass es für ein solches Vorgehen keine Rechtsgrundlage gebe. Er wurde jedoch stark unter Druck gesetzt und musste umgehend ein neues Gesetz unterzeichnen, in dem festgeschrieben wurde, dass auch die Polizei, die „Führergarde“ Quislings und die „Germanische SS Norge“ ab sofort auch in Friedenszeiten dem Militärstrafgesetzbuch (und damit auch einer möglichen Todesstrafe) unterstellt wurden. Dieses Gesetz wurde von Kritikern oft als „Lex Eilifsen“ bezeichnet und es bildete zugleich die Grundlage für die Einrichtung eines neuen Sondergerichtshofs für die Polizei. Vidkun Quisling unterschrieb das neue Gesetz drei Tage nach der Hinrichtung von Gunnar Eilifsen.
Das Gesetz und das neue Sondergericht waren sofort scharfer Kritik ausgesetzt, u. a. von Albert Wiesner, zumal es offenbar rückwirkend in Kraft treten sollte. Polizeiminister Jonas Lie ernannte die Richter am Sondergerichtshof für die Polizei und die Richter Karl Marthinsen und Egil Olbjørn verhängten die Todesstrafe, widersprochen nur von Egil Reichborn-Kjennerud. Dies war das erste Mal, dass ein norwegisches Gericht während des Zweiten Weltkriegs eine Todesstrafe verhängte.
Gleichzeitig mit der Erschießung von Eilifsen am 16. August 1943 wurden landesweit zahlreiche Angehörige der norwegischen Polizei durch deutsche Polizei und deutsche Truppen verhaftet. Allein in Oslo wurden 700 Polizisten durch bewaffnete deutsche Wachen eingesperrt und es wurde eine Loyalitätserklärung von ihnen verlangt. Ungefähr 300 der verhafteten Polizisten wurden später in das KZ Stutthof nach Polen deportiert, etwa die gleiche Anzahl wurde im norwegischen  Internierungslager Grini fangeleir eingesperrt. Diese Aktion war bereits heimlich einige Zeit zuvor unter dem Namen „Aktion Polarkreis“ vorbereitet worden und die Ereignisse um Eilifsen waren der Startschuss für ihre praktische Umsetzung gewesen.
Die Angelegenheit um Eilifsen erfuhr große Aufmerksamkeit und verursachte Bestürzung sowohl in norwegischen Widerstandskreisen als auch innerhalb der norwegischen NS-Anhängerschaft, wo speziell der untertänige Gehorsam gegenüber dem deutschen Diktat als besonders problematisch empfunden wurde.
Innerhalb der norwegischen Polizei sank die Arbeitsmoral danach deutlich und neue Anwerbungen von Personal für die Polizei in Norwegen blieben bis zur Befreiung im Mai 1945 praktisch gänzlich aus.